# Staro Selo (Kobarid)
Pour les articles homonymes, voir Staro Selo.
Staro Selo est un village de Slovénie, dans la municipalité de Kobarid.
Sa population était de 153 habitants en 2002.